# تسیتسیژن (استان اوپوله)
تسیتسیژن (به لهستانی: Ciecierzyn) یک منطقهٔ مسکونی در لهستان است که در گمینا بچنا واقع شده‌است.